# Verdrag van Southampton
Het verdrag van Southampton was het offensieve en defensieve verdrag tussen Engeland en de Republiek der Zeven Verenigde Nederlanden gesloten in september 1625.
De politiek van de Engelse koning Jacobus I was gericht op vrede voor Engeland. Hij vond dat oorlog te kostbaar was en wilde zich inzetten als vredesvorst en bemiddelaar in Europa. In Europa waren grote tegenpolen van protestanten en katholieken in oorlog. Hij wilde door middel van huwelijkspolitiek zijn dochter aan de protestantse vorst Frederik V van de Palts koppelen en zijn zoon met een Spaanse prinses. Zijn dochter Elizabeth trouwde uiteindelijk met Frederik V maar van een tweede huwelijk kwam het niet door het uitbreken van de Dertigjarige Oorlog. Er werd nog onderhandeld in Madrid, maar zonder succes. Nu moest de eer hersteld worden en waren de kroonprins Karel, zijn adviseur de hertog van Buckingham, George Villiers, gesteund door het Parlement. Zodoende werd een oorlogspolitiek tegen de wil van de koning in doorgezet. In juni 1624 werd een defensief verdrag met de Nederlandse Republiek, dat in oorlog tegen Spanje was verwikkeld, de Tachtigjarige Oorlog, getekend. Het Parlement betaalde een Nederlands leger dat in Duitsland vocht onder leiding van Ernst van Mansveld. Na de dood van Jacobus in maart 1625 werd Engeland nog verder een oorlog tegen Spanje ingeleid. In september 1625 werd het offensieve en defensieve verdrag van Southampton met de Republiek gesloten en in het najaar werd al een vloot naar Spanje gestuurd. Net als het leger van Mansveld was deze vlootexpeditie echter weinig succesvol.
In 1630 werd de vrede tussen Engeland en Spanje getekend, hoewel het verdrag nog zou lopen tot 1640.